# 朱明瑞
朱明瑞（1952年4月—），吉林洮南人，中华人民共和国铁路高管。

## 生平
1968年10月参加工作。毕业于北方交通大学铁路运输综合管理专业，是中共党员。曾任青藏铁路公司总经理、党委书记。2008年起担任第十一届全国人民代表大会青海地区代表。后任中国铁道工程建设协会副理事长兼秘书长。